# Drocourt (Yvelines)
Drocourt és un municipi francès, situat al departament d'Yvelines i a la regió de Illa de França. L'any 2007 tenia 475 habitants.
Forma part del cantó de Limay, del districte de Rambouillet i de la Comunitat urbana Grand Paris Seine et Oise.

## Demografia

### Població
El 2007 la població de fet de Drocourt era de 475 persones. Hi havia 164 famílies, de les quals 25 eren unipersonals (25 dones vivint soles i 25 dones vivint soles), 53 parelles sense fills, 82 parelles amb fills i 4 famílies monoparentals amb fills.
La població ha evolucionat segons el següent gràfic:
Habitants censats

### Habitatges
El 2007 hi havia 185 habitatges, 165 eren l'habitatge principal de la família i 19 eren segones residències. 172 eren cases i 12 eren apartaments. Dels 165 habitatges principals, 144 estaven ocupats pels seus propietaris, 16 estaven llogats i ocupats pels llogaters i 5 estaven cedits a títol gratuït; 2 tenien una cambra, 5 en tenien dues, 25 en tenien tres, 33 en tenien quatre i 101 en tenien cinc o més. 129 habitatges disposaven pel capbaix d'una plaça de pàrquing. A 62 habitatges hi havia un automòbil i a 100 n'hi havia dos o més.

### Piràmide de població
La piràmide de població per edats i sexe el 2009 era:
| Homes | Edats   | Dones |
| ----- | ------- | ----- |
| 4     | 95 o +  | 0     |
| 0     | 90 a 94 | 0     |
| 4     | 85 a 89 | 4     |
| 4     | 80 a 84 | 4     |
| 0     | 75 a 79 | 8     |
| 4     | 70 a 74 | 4     |
| 4     | 65 a 69 | 12    |
| 28    | 60 a 64 | 4     |
| 24    | 55 a 59 | 20    |
| 24    | 50 a 54 | 16    |
| 12    | 45 a 49 | 20    |
| 8     | 40 a 44 | 12    |
| 8     | 35 a 39 | 12    |
| 28    | 30 a 34 | 4     |
| 20    | 25 a 29 | 20    |
| 12    | 20 a 24 | 20    |
| 12    | 15 a 19 | 8     |
| 20    | 10 a 14 | 12    |
| 20    | 5 a 9   | 12    |
| 24    | 0 a 4   | 8     |

## Economia
El 2007 la població en edat de treballar era de 314 persones, 247 eren actives i 67 eren inactives. De les 247 persones actives 225 estaven ocupades (123 homes i 102 dones) i 22 estaven aturades (7 homes i 15 dones). De les 67 persones inactives 32 estaven jubilades, 22 estaven estudiant i 13 estaven classificades com a «altres inactius».

### Ingressos
El 2009 a Drocourt hi havia 164 unitats fiscals que integraven 468,5 persones, la mediana anual d'ingressos fiscals per persona era de 23.815 €.

### Activitats econòmiques
Dels 15 establiments que hi havia el 2007, 2 eren d'empreses de construcció, 4 d'empreses de comerç i reparació d'automòbils, 4 d'empreses de transport, 1 d'una empresa d'hostatgeria i restauració, 2 d'empreses immobiliàries, 1 d'una empresa de serveis i 1 d'una empresa classificada com a «altres activitats de serveis».
Dels 5 establiments de servei als particulars que hi havia el 2009, 2 eren tallers de reparació d'automòbils i de material agrícola, 2 lampisteries i 1 restaurant.
L'any 2000 a Drocourt hi havia 3 explotacions agrícoles.

## Equipaments sanitaris i escolars
El 2009 hi havia una escola elemental.

## Poblacions més properes
El següent diagrama mostra les poblacions més properes.